# (5523) Luminet
Pour les articles homonymes, voir Luminet.
(5523) Luminet est un astéroïde de la ceinture principale du système solaire, découvert le 5 août 1991 par l'astronome américain Henry E. Holt et baptisé du nom de l'astrophysicien français Jean-Pierre Luminet en hommage à ses brillants travaux en cosmologie effectués en tant que directeur de recherche du CNRS.